# Universidad de Seattle
La Universidad de Seattle (Seattle University en inglés y oficialmente) es una universidad privada, católica, de la Compañía de Jesús, ubicada en Seattle, Estado de Washington (Estados Unidos de América). Forma parte de la Asociación de Universidades Jesuitas (AJCU), en la que se integran las 28 universidades que la Compañía de Jesús dirige en los Estados Unidos.  

## Historia
Fue fundada como colegio y universidad a la vez, en 1891. En 1898 se separaron ambos centros y el colegio pasó a denominarse Seattle Preparatory School, mientras que la universidad adoptó el nombre de Seattle College, y se trasladó desde el centro de la ciudad a First Hill. En 1948 cambió de nombre al actual.

## Deportes
La universidad compite en la Western Athletic Conference de la División I de la NCAA.